# Ljubomir Fejsa
Ljubomir Fejsa (în sârbă Љубомир Фејса, Rusină: Любомир Фейса; n. 14 august 1988, Kucura⁠(d), RS Serbia, RSF Iugoslavia) este un fotbalist sârb care joacă pe postul de mijlocaș defensiv pentru clubul portughez Benfica și echipa națională a Serbiei.
La nivel de club, el a câștigat zece titluri în trei țări (Serbia, Grecia și Portugalia) din 2008 până în 2017.

## Clubul de carieră

### Partizan
La 1 iulie 2008, s-a anunțat că Fejsa a semnat în sfârșit pentru FK Partizan după ce clubul a încercat să îl aducă de mai bine de un an. El a semnat un contract pe cinci ani și i sa oferit numărul 5 la Partizan.

### Olympiacos
La data de 21 iunie 2011, Fejsa a semnat cu Olympiacos FC, care a plătit în schimbul său 3 milioane de euro și a semnat un contract cu trei ani cu opțiune de prelungire pe încă unul. Primul său meci jucat pentru Olympiacos fost în amicalul câștigat cu 1-0 împotriva lui Galatasaray. El a marcat primul gol împotriva lui Inter Milano în timpul unui alt meci amical. El a arătat o formă bună la începutul sezonului 2011-2012 și a avut performanțe impresionante în primele etape ale Ligii Campionilor. Cu toate acestea,s-a accidentat la antrenamente și a ratat restul sezonului.
În timpul sezonului 2012-2013, când Leonardo Jardim a fost numit antrenor principal al lui FC Olympiacos, Fejsa a fost rezervă, jucând foarte puțin în perioada în care portughezul era antrenorul clubui. În februarie 2013, când Leonardo Jardim a fost demis de Olympiacos din cauză că fanii nu agreau stilului de joc al echipei, a fost adus antrenorul spaniol Míchel care l-a titularizat imediat pe Fejsa. El a jucat mai multe meciuri, chiar dacă a fost rezervă și în această perioadă, și a fost chemat din nou la echipa națională de fotbal a Serbiei pentru calificările la Campionatul Mondial din 2014.

### Benfica
La 23 august 2013, Fejsa a semnat un contract pe cinci ani cu Benfica pentru 4,5 milioane de euro.
Fejsa a debutat pentru Benfica la 19 septembrie 2013 într-un meci din Liga Campionilor împotriva lui Anderlecht. A jucat puțin în prima jumătate a sezonului, dar cu transferul lui Nemanja Matić la Chelsea, el a devenit singura opțiune viabilă pentru această poziție, jucând mai des, până când o accidentare suferită la începutul lui aprilie 2014 l-a făcut indisponibil pentru tot restul campionatului.
La 2 februarie 2015, Benfica l-a înregistrat pe Fejsa la LPFP, permițându-i să joace în restul sezonului. La 11 martie 2015 a debutat pentru echipa a doua din Segunda Liga.
La 11 aprilie 2015, s-a întors în prima echipă a Benfica, intrând ca rezervă, și a marcat al 5-lea gol al meciului cu Académica (5-1) din Primera Liga.

## Cariera la națională
El și-a făcut debutul la naționala Serbiei sub conducerea Javier Clemente, intrând într-un meci amânat din preliminariile UEFA Euro 2008 de acasă împotriva Kazahstanului la 24 noiembrie 2007. De asemenea, a intrat din postura de rezervă pe final de meci în timpul Euro 2012, inclusiv în meciul împotriva Italiei.

## Statistici privind cariera

### Club
Până pe 14 martie 2019
| Club          | Sezon         | Campionat | Campionat | Cupă    | Cupă   | Europae | Europae | Altele  | Altele | Total   | Total  |
| Club          | Sezon         | Meciuri   | Goluri    | Meciuri | Goluri | Meciuri | Goluri  | Meciuri | Goluri | Meciuri | Goluri |
| ------------- | ------------- | --------- | --------- | ------- | ------ | ------- | ------- | ------- | ------ | ------- | ------ |
| Hajduk Kula   | 2005–2006     | 4         | 0         | 0       | 0      | —       | —       | —       | —      | 4       | 0      |
| Hajduk Kula   | 2006–2007     | 22        | 1         | 0       | 0      | 0       | 0       | —       | —      | 22      | 1      |
| Hajduk Kula   | 2007–2008     | 32        | 1         | 0       | 0      | 2       | 0       | —       | —      | 34      | 1      |
| Hajduk Kula   | Total         | 58        | 2         | 0       | 0      | 2       | 0       | —       | —      | 60      | 2      |
| Partizan      | 2008–2009     | 27        | 0         | 3       | 0      | 5       | 0       | —       | —      | 35      | 0      |
| Partizan      | 2009–2010     | 20        | 2         | 3       | 0      | 9       | 0       | —       | —      | 32      | 2      |
| Partizan      | 2010–2011     | 2         | 0         | 0       | 0      | 0       | 0       | —       | —      | 2       | 0      |
| Partizan      | Total         | 49        | 2         | 6       | 0      | 14      | 0       | —       | —      | 69      | 2      |
| Olympiacos    | 2011–2012     | 4         | 0         | 1       | 0      | 3       | 0       | —       | —      | 8       | 0      |
| Olympiacos    | 2012–2013     | 15        | 0         | 8       | 1      | 4       | 0       | —       | —      | 27      | 1      |
| Olympiacos    | 2013–2014     | 1         | 0         | 0       | 0      | 0       | 0       | —       | —      | 1       | 0      |
| Olympiacos    | Total         | 20        | 0         | 9       | 1      | 7       | 0       | —       | —      | 36      | 1      |
| Benfica       | 2013–2014     | 16        | 0         | 2       | 0      | 7       | 0       | 2       | 0      | 27      | 0      |
| Benfica       | 2014–2015     | 5         | 1         | 0       | 0      | 0       | 0       | 1       | 0      | 6       | 1      |
| Benfica       | 2015–2016     | 19        | 0         | 1       | 0      | 6       | 0       | 2       | 0      | 28      | 0      |
| Benfica       | 2016–2017     | 25        | 0         | 1       | 0      | 7       | 1       | 2       | 0      | 35      | 1      |
| Benfica       | 2017–2018     | 28        | 0         | 2       | 0      | 4       | 0       | 1       | 0      | 35      | 0      |
| Benfica       | 2018–2019     | 17        | 0         | 1       | 0      | 10      | 0       | 1       | 0      | 29      | 0      |
| Benfica       | Total         | 110       | 1         | 7       | 0      | 34      | 1       | 9       | 0      | 160     | 2      |
| Benfica B     | 2014–2015     | 2         | 0         | —       | —      | —       | —       | —       | —      | 2       | 0      |
| Total carieră | Total carieră | 239       | 5         | 22      | 1      | 57      | 1       | 9       | 0      | 327     | 7      |

Note
1. ↑  Includes Taça da Liga and Supertaça Cândido de Oliveira

### Meciuri la națională
Până pe 20 noiembrie 2018
| Echipa națională a Serbiei | Echipa națională a Serbiei | Echipa națională a Serbiei |
| An                         | Meciuri                    | Goluri                     |
| -------------------------- | -------------------------- | -------------------------- |
| 2007                       | 1                          | 0                          |
| 2008                       | 0                          | 0                          |
| 2009                       | 0                          | 0                          |
| 2010                       | 1                          | 0                          |
| 2011                       | 3                          | 0                          |
| 2012                       | 5                          | 0                          |
| 2013                       | 6                          | 0                          |
| 2014                       | 1                          | 0                          |
| 2015                       | 5                          | 0                          |
| 2016                       | 1                          | 0                          |
| 2018                       | 1                          | 0                          |
| Total                      | 24                         | 0                          |

## Titluri
Partizan 
- SuperLiga Serbiei : 2008-2009, 2009-2010, 2010-2011 [4]
- Cupa Serbiei: 2008-2009, 2010-2011
- Superliga Greciei: 2011-2012, 2012-2013, 2013-2014 [4]
- Cupa Greciei: 2011-2012, 2012-2013
- Primeira Liga : 2013-14, 2014-15, 2015-16, 2016-17,[4] 2018-19
- Taça de Portugal : 2013-14, 2016-17
- Taça da Liga : 2013-14, 2014-15, 2015-16
- Supertaça Cândido de Oliveira : 2016, 2017
- UEFA Europa League : finalist 2013-14